# ناتانئيل الفيومي
ناتانئيل الفيومي (مواليد حوالي 1090 - وفيات حوالي 1165) من يهود اليمن. هو مؤلف كتاب القرن الثاني عشر (حديقة العقول) وهو نسخة يهودية من المذهب الشيعي الإسماعيلي، وتقليد كامل لكتاب بهية بن باكدة، واجبات القلب، وألفه الفيومي، على حد قوله، لمواجهة بعض المبادئ الأساسية لليهودية والتي عبَّر عنها ابن بكدة، فكتب في فصله الثالث أن وحدة الله أكبر بكثير من تلك التي وصفها ابن باكدة. مثل الإسماعيليين جادل ناتانئيل أن الله أرسل أنبياء عديدين لمختلف دول العالم التي تحتوي على تشريعات تتناسب ومزاجه الخاص لكل دولة على حدة. يجب أن تبقى كل الناس موالين لديانتها لأنه تم تكييفها لتعليم عالمي للشروط والخبرات المحددة لكل مجتمع. لم تكن جميع أوصاف اليهود عن الرسول محمد سلبية. اليهود الذين عاشوا في بيئات محكومة من قبل الإسماعيليين لا ينظرون إليهم باعتبارهم أعداء والعكس بالعكس.